# Eahlstan
Eahlstan est un prélat anglo-saxon du IXe siècle. Il est évêque de Sherborne de 817 environ à sa mort, en 867.
En 825, il participe à la conquête du royaume du Kent par les armées du Wessex menées par Æthelwulf, le fils du roi Ecgberht.